# Trisalenia
Trisalenia is een geslacht van uitgestorven zee-egels, dat leefde tijdens het Laat-Krijt.

## Beschrijving
Deze zee-egel had een ronde, afgeplatte schaal met een groot, vlak apicaal veld (centraal veldje, boven op de zee-egelschaal, waarvandaan de ambulacra uitstralen, ook wel topschild genoemd), dat was samengesteld uit een centrale plaat en een opening voor het doorlaten van de excentrische anus, waaromheen zich twee kransen van platen bevonden. De interambulacrale knobbels waren bezet met gladde, puntige stekels. De grotere genitale platen bevatten poriën, waardoor de eieren en het sperma konden worden afgevoerd. De normale diameter bedroeg ongeveer 2 cm.

## Leefwijze
Dit geslacht leefde tussen de grote granietblokken op de rotskusten van Zuid-Zweden.